# De Wezen van de Wind
'De Wezen van de Wind is het zevende album uit de stripreeks Orphanimo!! Het album verscheen op 7 december 2005. Het is het eerste album van de tweede cyclus.

## Verhaal
Alice belt naar de verkoper van het eiland en komt te weten dat het onomkeerbaar haar eiland is. Gri-Gri vindt het vervolg van Archibalds dagboek. Alice vindt in de klerenkoffer een 18de-eeuwse pruik. Alice belt Vallalkozo om hem te bedanken, maar Hanz luistert mee en beëindigt het gesprek net toen Alice vriendelijk tegen Vallalkozo deed, waarop Hanz bijna ontslagen wordt.
Alice belt naar de ouders van Jimjim om te zeggen dat hun auto nog aan de bouwput staat. De wezen vinden een kompas en een sextant aan boord. De wezen hebben honger, maar vinden nergens eten. Vic heeft een idee en met een visnet vangt hij vis. De vis is echter veel te zwaar, en net als het volle visnet voor het huis hangt, moeten ze het touw doorhakken. Minky kan Bruno nog net in morse waarschuwen om de voordeur open te zetten. De vissen glippen door de voordeur, maken een groot gat aan de andere kant van de kamer en verdwijnen terug in het water. Bruno heeft echter nog een vis kunnen tegenhouden.
Vallalkozo vertrekt samen met Hanz naar zijn privé-vliegveld en Ursula blijft alleen achter in de stad. Ondertussen hebben de wezen de werking van de sextant door. Ursula vertrekt ook met een limousine naar het vliegveld nadat ze het adres van de receptioniste heeft gekregen. Ondertussen is Vallalkozo op zijn vliegveld aangekomen. Hij wil vertrekken maar de twee ballonvaarders (Wilbur en Orville) staan op het punt te vertrekken en blokkeren dus de weg. Hanz zet een andere stem op en belt Vallalkozo als hij even wegloopt. Hij vertelt dat hij de bezitter is van de 9 aandelen en dat hij Vallalkozo spoedig zal komen opzoeken. Ursula komt op het vliegveld gereden en Hanz duwt Vallalkozo weg, tegen een van de ballons.
Hij is buiten westen en Hanz verstopt zich met hem in de ballon omdat Ursula haar geheim wapen bijheeft. Ursula ziet ze niet meer en schopt de ballon dicht, op slot. De broers vertrekken en de recordpoging begint met Hanz en Vallalkozo aan boord van Orvilles ballon. Roger wordt vrijgelaten, en net op dat moment belt Ursula hem. Roger moet de stalen buizen uit de put komen halen. Orville wil naar het toilet gaan, maar op het moment dat hij gaat zitten, roept Vallalkozo en laat Orville hen eruit. Gri-Gri leest in het dagboek dat er ergens een deur naar het kanonnendek leidt op het schip, en Vic vindt de deur. Roger komt met een grote magneet alle buizen weghalen, maar doordat zijn magneet alles aantrekt, valt er ijzer in de put wanneer hij ze uitzet. Vallalkozo gooit Hanz op de andere ballons zodat hij ze kan samentrekken en sneller bij Alice kan geraken.
Vallalkozo doet weer een aanzoek aan Alice, maar ze weigert weer. Daarop neemt hij Praline mee. Op dat moment begint Roger het huis te bombarderen. Één stalen peer is raak en gaat dwars door het huis. Roger vliegt op dat moment juist onder het huis en krijgt de peer op zich. Hij crasht op een eiland (afgaand op de beelden is het het Paaseiland). Net als de ballon onder het huis vliegt, springt Bruno vastgebonden aan een touw naar beneden. Hij pakt Praline uit de handen van Vallalkozo en wordt terug opgehaald.